# CBN Campinas
CBN Campinas é uma emissora de rádio brasileira sediada em Campinas, cidade do estado de São Paulo. Opera nos dial FM 99.1 MHz e é afiliada a CBN. É parte integrante das EP Rádios, subsidiária do Grupo EP que controla as emissoras de rádio do conglomerado. Seus estúdios e parque de transmissão localizam-se na sede da EPTV Campinas no Jardim São Gabriel.

## História
Os irmãos Sinésio Pedroso e Abel Pedroso já eram proprietários da Rádio Brasil, quando o deputado José Correa Pedroso consegue outra concessão e a entrega aos irmãos, que fundam a Nova Rádio Brasil em 26 de março de 1953. Sua programação era composta somente por publicidade e música, sendo voltada para as classes mais elevadas. Inicialmente, a emissora funcionava num banheiro da Rádio Brasil e foi uma das primeiras a ter programação 24 horas no ar. Em 1957, a programação da Nova Rádio Brasil já possuía programas de variedades.
Em 1958, a administração das emissoras da Família Pedroso é dividida. Sinésio Pedroso fica com a Rádio Brasil, enquanto que Abel Pedroso passa a administrar a Rádio Publicidade e Cultura, novo nome que a segunda emissora adotou desde então. A partir da década de 1960, passa a investir em jornalismo e esporte. Na década de 1980, a já nomeada Rádio Cultura reforça sua atuação jornalística com a direção de Paulo Pedroso, onde monta uma equipe que fazia cobertura nas áreas de educação, saúde e política em toda a cidade.
Entre 1989 e 1990, a emissora passa a se chamar Rádio Cultura JB, após firmar parceria com a Rádio Jornal do Brasil para implantar um estilo semelhante ao da emissora carioca em Campinas. Em 1991, uma nova parceria foi firmada com o Sistema Globo de Rádio para o lançamento da CBN no mesmo ano. A CBN Cultura foi inaugurada em 1.º de novembro de 1991, se tornando a primeira emissora da CBN numa cidade de interior. Em 1999, a emissora é renomeada para CBN Campinas e passa a operar em 99.1 MHz, após o fim da Cultura FM. A transmissão simultânea durou até 2002, quando foi lançada a Rádio Globo Campinas no dial AM. Com o fim dessa emissora, a CBN Campinas em AM voltou ao dial em 1.º de junho de 2018.
Em 22 de dezembro de 2022, foi anunciado que o Grupo EP, responsável pelas afiliadas da CBN em São Carlos, Araraquara e Ribeirão Preto, efetuou a compra da CBN Campinas. Com a aquisição, o grupo passou a ter uma afiliada da CBN em toda a sua área de atuação no interior paulista. Em 2023, após um período fora do ar no AM 1390, a frequência retornou ao ar em fevereiro até que a emissora migrasse para o FM, cuja autorização foi recebida no mês de maio para a frequência FM 84.9 MHz. Em agosto, a emissora migrou para a nova faixa em expectativa para EP FM, cuja estreia ocorreu em 2 de outubro e a CBN continuando apenas na frequência FM 99.1.